# Hemings þáttr Áslákssonar
La Hemings þáttr Áslákssonar (italiano: Breve storia di Hemingr Ásláksson) è una breve storia islandese scritta probabilmente nel XIII secolo. Contenuta all'interno di tre diversi manoscritti, è incompleta. Protagonista è Hemingr figlio di Áslákr, membro della hirð di Harald Hardrada, re di Norvegia.